# Route 790 (Nouveau-Brunswick)
Pour les articles homonymes, voir Route 790.
La route 790 est une route locale du Nouveau-Brunswick située dans l'extrême sud de la province, une trentaine de kilomètres à l'ouest de Saint Jean. Elle traverse une région essentiellement boisée et montagneuse. De plus, elle mesure 31 kilomètres, et est pavée sur toute sa longueur.

## Tracé
La 790 débute au nord de Lepreau, à la sortie 86 de la route 1. Elle commence par se diriger vers le sud pendant 11 kilomètres en traversant Lepreau et Little Lepreau, puis elle bifurque vers l'est jusqu'à Dipper Harbour. Elle tourne se suite vers e nord-est pour suivre la baie de Fundy. À Chance Harbour, elle bifurque vers le nord pour rejoindre la route 795, puis Musquash. Elle se termine au nord de Musquash, à la sortie 96 de la 1. 

## Intersections principales
| route 790           |          |    |                                                 |                                              |
| Comté               | Location | km | Intersection/Destinations                       | Notes                                        |
| Comté de Saint-Jean | Lepreau  | 0  | R-1, Saint-Stephen, Saint Jean                  | extrémité ouest de la 790; sortie 86 de la 1 |
| Comté de Saint-Jean | Lepreau  | 1  | R-780 ouest, R-795 est, New River, Saint-George |                                              |
| Comté de Saint-Jean | Musquash | 27 | R-795 ouest, Lepreau                            |                                              |
| Comté de Saint-Jean | Musquash | 31 | R-1, Saint Jean, Saint-Stephen                  | extrémité est de la 790; sortie 96 de la 1   |
| Bleu: Échangeur     |          |    |                                                 |                                              |